# Tetsuya Ito
Tetsuya Ito (伊藤 哲也, Ito Tetsuya) est un footballeur japonais né le 1er octobre 1970.